# اورنجویل (یوتا)
اورنجویل (به انگلیسی: Orangeville) شهری در ایالت یوتا کشور ایالات متحده آمریکا است که جمعیت آن در سرشماری سال ۲۰۱۰ میلادی، ۱٬۴۷۰ نفر بوده‌است.